# Zentralatlantische Magmatische Provinz

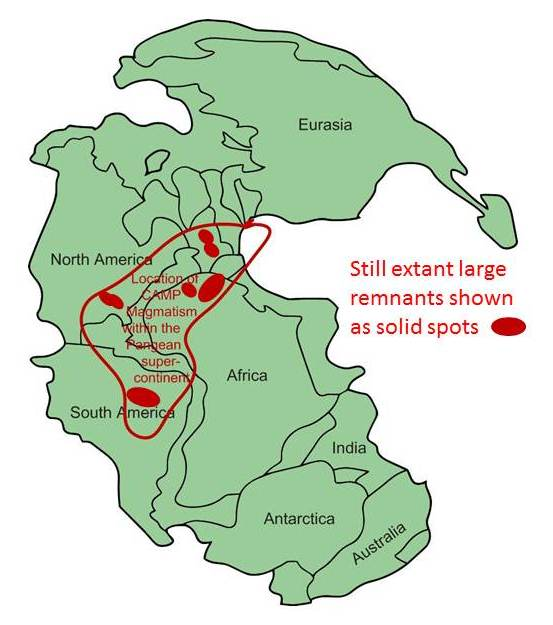
Ausdehnung der Zentralatlantischen Magmatischen Provinz mit verschiedenen magmatischen Intrusionen (rot markiert) auf dem Pangaea-Kontinent

Die Zentralatlantische Magmatische Provinz (ZAMP) war eine der global größten magmatischen Großprovinzen (large igneous province, kurz LIP) und hatte maßgebliche Auswirkungen auf den Zerfall Gondwanas und auch Pangaeas. Damit verbunden war die Öffnung des zentralen und nördlichen Atlantiks und der Separierung der westgondwanischen Kontinentalmassen von Südamerika und Afrika. Auch die westliche Tethys-Bucht war von der ZAMP betroffen. Der Magmatismus dauerte von ca. 202 bis 143 mya.

## Ausdehnung und Erstreckung
Die ZAMP dehnte sich im heutigen Südwesten Europas mit der Iberischen Halbinsel über den Nordwesten Afrikas mit Marocco, Mauretanien bis hin zu Guinea aus. Weiterhin lässt sich die ZAMP entlang der Südostflanke Nordamerikas von Nova Scotia nach Florida sowie von Nord- und Mittelsüdamerika mit den brasilianischen Amapá, Roraima, Maranhão und den Staaten Suriname, Guyana und Französisch-Guayana nachweisen. Der massive Magmatismus und Vulkanismus war über ca. 60 Millionen Jahre zwischen 202 und 143 mya aktiv. Die Magmaschichten bedeckten ein Gebiet von rund 11 Millionen Quadratkilometer und bildeten flächenmäßig eine der global größten magmatischen Großprovinzen.

## Ursachen, Gesteine und Intrusionen
Als Ursache werden große aufsteigende asthenosphärischen Konvektionszellen aus dem Erdmantel angenommen. Ein breit ausgedehnter Mantelplume war nicht ursächlich. Die Magmen bestehen hauptsächlich aus verschiedenartigen Basalten. Die chemischen und isotopischen Eigenschaften der Basalte weisen auf unterschiedliche Schmelzbedingungen und/oder von Heterogenitäten der Quellen im oberen Erdmantel hin. Sie ähneln insbesondere den Tholeiiten.

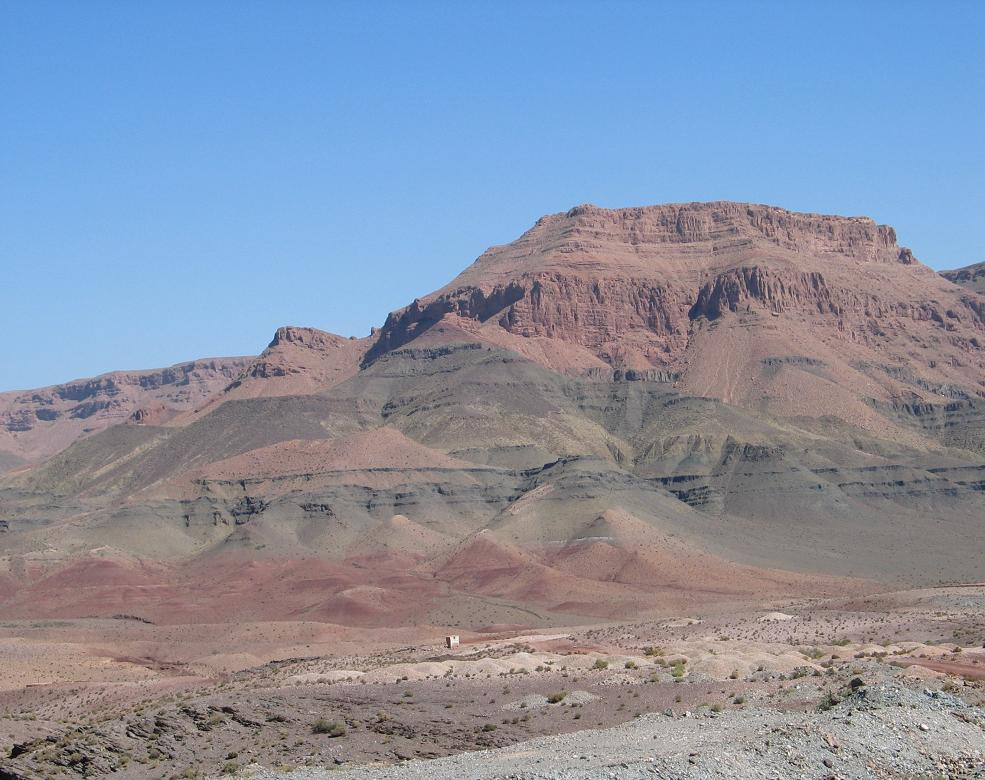
Basaltischer Lavastromabschnitt aus dem mittleren Atlas, Marokko

Die Magmen formten u. a. mächtige Intrusionen, wie z. B. Lagergänge, Gänge, Dykeschwärme und Lavaströme. Diese bilden auch heute noch markante geologische und geomorphologische Gesteinskörper. Außerdem bildeten sich im zentralen Atlantik vulkanische Tiefseeberge.

## Auswirkungen auf die Paläogeographie

Gondwana vor etwa 200 mya kurz vor der Öffnung nördlichen Zentralatlantiks und der Trennung Gondwanas von Laurasia

Die magmatischen Intrusionen erzeugten ein großdimensionales Dehnungsregime, mit Grabenbruchsystemen und nachfolgenden Ozeanbodenspreizungen. Diese führten um etwa 190 mya zur Öffnung des nördlichen Zentralatlantiks. Um 140 mya waren der nördliche Zentralatlantik und die Tethys soweit verbunden, dass Gondwana von Laurasia getrennt und Gondwana wieder ein eigenständiger Großkontinent war.

## Auswirkungen auf Ökosysteme und Lebewesen
Die magmatischen und vulkanischen Aktivitäten führten zu massiven Verschlechterungen der klimatischen und ökologischen Situationen. Es wird angenommen, dass ein Massenaussterben an der Trias-Jura-Grenze (vor ca. 201 Millionen Jahren) damit in Verbindung stand. Etwa 23 % aller Familien, davon 20 % der Meeresfamilien, 48 % aller Gattungen, davon 55 % der Meeresgattungen  und 70 bis 75 % aller Arten starben aus. Vollständig ausgelöscht wurden in den Meeren die Conodonten, und an Land erfolgte die weitgehende Dezimierung der nicht zu den Dinosauriern zählenden Archosauria. In erheblichem Umfang betroffen waren auch andere Reptilien aus der Gruppe der Diapsida, viele Amphibien sowie einige Therapsiden, den Vorläufern der Säugetiere.